# Herbert Wiedermann
Herbert Wiedermann (Bodensdorf, 1 de noviembre de 1927) es un deportista austríaco que compitió en piragüismo en la modalidad de aguas tranquilas.
Participó en tres Juegos Olímpicos de Verano entre los años 1952 y 1960, obteniendo dos medallas, bronce en Helsinki 1952 y bronce en Melbourne 1956. Ganó cuatro medallas en el Campeonato Mundial de Piragüismo en los años 1950 y 1954.

## Palmarés internacional
| Juegos Olímpicos   | Juegos Olímpicos       | Juegos Olímpicos  | Juegos Olímpicos |
| Año                | Lugar                  | Medalla           | Evento           |
| ------------------ | ---------------------- | ----------------- | ---------------- |
| 1952               | Helsinki (Finlandia)   | Medalla de bronce | K2 1000 m        |
| 1956               | Melbourne (Australia)  | Medalla de bronce | K2 1000 m        |
| Campeonato Mundial |                        |                   |                  |
| Año                | Lugar                  | Medalla           | Evento           |
| 1950               | Copenhague (Dinamarca) | Medalla de bronce | K1 4 × 500 m     |
| 1950               | Copenhague (Dinamarca) | Medalla de bronce | K2 500 m         |
| 1954               | Mâcon (Francia)        | Medalla de bronce | K1 4 × 500 m     |
| 1954               | Mâcon (Francia)        | Medalla de oro    | K2 10 000 m      |